# Dammagölen
Dammagölen är en sjö i Jönköpings kommun i Småland och ingår i Lagans huvudavrinningsområde. Sjöns area är 0,005 kvadratkilometer och den är belägen 265 meter över havet.